# Unione Territoriale Intercomunale Giuliana
L'Unione Territoriale Intercomunale Giuliana (in sloveno Julijska medobčinska teritorialna unija), istituita nel 2016, a seguito della soppressione della provincia di Trieste, è stata a sua volta eliminata, e le relative funzioni sono state in parte assorbite, a partire dal 2020, dall'Ente di Decentramento Regionale di Trieste. Era formata da 6 comuni per un totale di 233 276 abitanti e confinava ad ovest con l'UTI Carso Isonzo Adriatico e a nord ed est con la Slovenia (Goriziano sloveno e Istria slovena).
| Stemma | Comune                  | Popolazione | Superficie | Altitudine | Codice ISTAT |
| ------ | ----------------------- | ----------- | ---------- | ---------- | ------------ |
|        | Duino-Aurisina          | 8 426       | 45,17      | 144        | 032001       |
|        | Monrupino               | 863         | 12,68      | 418        | 032002       |
|        | Muggia                  | 13 013      | 13,66      | 2          | 032003       |
|        | San Dorligo della Valle | 5 710       | 24,51      | 106        | 032004       |
|        | Sgonico                 | 2 030       | 31,31      | 278        | 032005       |
|        | Trieste                 | 203 234     | 84,49      | 2          | 032006       |